# Cilindro

Un cilindro circular recto

En geometría, un cilindro es una  superficie de las denominadas cuádricas formada por el desplazamiento paralelo de una recta llamada generatriz, a lo largo de una curva plana, denominada directriz.
Si la directriz es un círculo y la generatriz es perpendicular a él, entonces la superficie obtenida, llamada cilindro circular recto, será de revolución y tendrá por lo tanto todos sus puntos situados a una distancia fija de una línea recta, el eje del cilindro. El sólido encerrado por esta superficie y por dos planos perpendiculares al eje también es llamado cilindro. Este sólido es utilizado como una superficie Gausiana.
En geometría diferencial, un cilindro se define de forma general como cualquier superficie reglada generada por una familia uniparamétrica de líneas paralelas.

## Clasificación
Un cilindro puede ser:

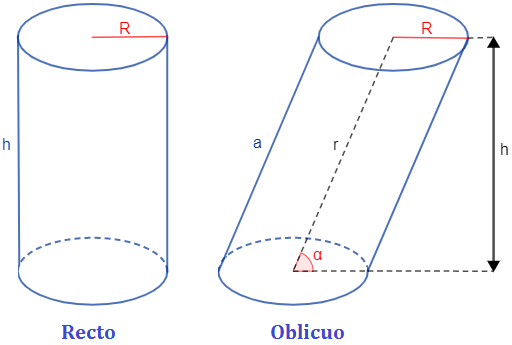
Cilindro recto y cilindro oblicuo circular de altura h.

- rectangular, si el eje del cilindro es perpendicular a las bases.
- oblicuo, si el eje no es perpendicular a las bases.

Es importante destacar que el volumen del cilindro rectangular y el del oblicuo (ambos con bases circulares) coinciden, mientras que las áreas difieren.

## Superficie cilíndrica

El cilindro recto es una superficie (o sólido) de revolución, mientras que el oblicuo no lo es.

La superficie cilíndrica está conformada por rectas paralelas, denominadas generatrices, las cuales contienen los puntos de una curva plana, denominada directriz del cilindro.  La superficie lateral cilíndrica se obtiene mediante el giro de una recta alrededor de un eje. Las superficies cilíndricas pueden ser:
- superficie cilíndrica de revolución: si todas las generatrices equidistan de un eje, paralelo a ella.
- superficie cilíndrica de no revolución: si no existe un eje que equidiste de las generatrices.

### Área de la superficie cilíndrica
La superficie de un cilindro circular recto de radio {\displaystyle r} es la suma del área de las bases y del área de la superficie lateral. Si las bases son circulares, su área es
{\displaystyle A_{b}=2\pi r^{2}}
El área lateral está formada por un rectángulo de altura {\displaystyle h} y de base el perímetro del círculo {\displaystyle L=2\pi r}, por lo que su área es 
{\displaystyle A_{l}=2\pi rh}
Por lo tanto, el área total de la superficie cilíndrica es
{\displaystyle A=A_{b}+A_{l}}
{\displaystyle A=2\pi r^{2}+2\pi rh}
{\displaystyle A=2\pi (r^{2}+rh)}
{\displaystyle A=2\pi r(r+h)}
Si se trata de un cilindro oblicuo de radio {\displaystyle r} y altura {\displaystyle h} (con base circular), la altura de la superficie lateral es {\displaystyle a=h/sin(\alpha )}, siendo {\displaystyle \alpha } el ángulo de inclinación del eje del cilindro con respecto de la base. Como consecuencia, el área de la superficie cilíndrica viene dada por
{\displaystyle A=2\pi r(r+a)}

## Volumen cilíndrico
El volumen de un cilindro es el producto del área de la base  {\displaystyle A_{b}} por la altura del cilindro {\displaystyle h}
El volumen de un cilindro (recto u oblicuo) de base circular, es:
{\displaystyle V=\pi r^{2}h}
siendo la altura del cilindro la distancia entre las bases.
Esta fórmula puede deducirse por el Principio de Cavalieri.

## Cilindro como superficie cuádrica
Las secciones cónicas son de tres tipos: elipses, parábolas e hipérbolas, que sirviendo de directrices, originan tres tipos de superficies cuádricas cilíndricas: 

### Cilindro elíptico
Tomando como directriz una elipse, se puede generar una superficie cilíndrica elíptica (que incluye a los cilindros circulares, cuando los semiejes de la elipse son iguales).
En un sistema ortogonal de coordenadas, tomando como eje z una recta cuya dirección es paralela a la generatriz, si se escoge como origen el centro de simetría, la ecuación de la superficie cilíndrica es similar a la de la superficie cónica correspondiente. 
La ecuación de un cilindro elíptico es de la forma:
{\displaystyle {\cfrac {x^{2}}{a^{2}}}+{\cfrac {y^{2}}{b^{2}}}=1}
donde {\displaystyle a} y {\displaystyle b} son los semiejes. 

### Cilindro parabólico
En similares condiciones, la ecuación de una superficie parabólica será de la forma: 
{\displaystyle y=x^{2}}

### Cilindro hiperbólico
En similares condiciones, la ecuación de una superficie hiperbólica es de la forma:
{\displaystyle {\cfrac {x^{2}}{a^{2}}}-{\frac {y^{2}}{b^{2}}}=1}